# Stypommisa bipuncta
Stypommisa bipuncta är en tvåvingeart som beskrevs av David Fairchild 1979. Stypommisa bipuncta ingår i släktet Stypommisa och familjen bromsar.
Artens utbredningsområde är Colombia. Inga underarter finns listade i Catalogue of Life.